# Launceston, Tasmanien
Launceston är en stad i den norra delen av delstaten Tasmanien i Australien med en befolkning på 90 953 personer, inkluderat förorter. Det är den näst största staden i Tasmanien, efter huvudstaden Hobart. Launceston ligger vid sammanflödet av floderna 
North Esk River, South Esk River och Tamar River. De första européerna bosatte sig här i mars 1806 vilket gör staden till en av de äldsta i Australien. Det är den stad i Australien som hyser det största urvalet av 1800-talsbyggnader. Som många andra städer i Australien namngavs staden efter en stad i Storbritannien, i detta fall Launceston i Cornwall.
Bland kända personer med anknytning till staden märks bland andra
- Alec Campbell, australisk soldat som deltog vid Gallipoli, även känd som "The Last ANZAC"
- Marcos Ambrose, född 1976 i Launceston, racerförare
- Simon Baker, född 1969 i Launceston, skådespelare
- Rachael Taylor, skådespelerska
- Matthew Goss, född 1986 i Launceston, tävlingscyklist
- Helen Gourlay Cawley, född 1946 i Launceston, professionell tennisspelare
- Richie Porte, född 1985 i Launceston, tävlingscyklist
- Ricky Ponting, cricketspelare och f.d lagkapten för det Australiska landslaget

30 km utanför Launcestion ligger racerbanan Symmons Plains Raceway